# Hinko Nučič
Hinko (Henrik) Nučič, slovenski gledališki igralec, režiser, organizator in pedagog, * 20. april 1883, Ljubljana, † 21. maj 1970, Zagreb.

## Življenje in delo
Rodil se je očetu Janezu in materi Rozini (rojena Jamnik).
Po končani osnovni šoli in 2 razredih gimnazije se je navdušil za gledališče. V letih 1897–1900 je amatersko nastopal pri predstavah v Rokodelskem in Katoliškem domu, kjer ga je 1899 spoznal A. Verovšek in sprejel v svojo dramsko šolo in uvedel v gledališče; v sezoni 1899/1900 je nastopal še kot statist, kmalu pa v večjih in glavnih vlogah; 1908 je postal režiser in vodja dramske šole. Od 1908-1912 je vodil številna gledališka gostovanja po vseh večjih krajih, zlasti po Goriškem in Primorskem, Štajerskem in celo v Celovcu. Zaradi gledališke krize je 1912 odšel v Zagreb, kjer je deloval kot prvi igralec in režiser do 1918; tedaj ga je gledališki konzorcij v Ljubljani povabil k organizaciji slovenskega Narodnega gledališča; vodil je dramski ansambel in sam režiral 13 predstav. Zaradi nesoglasja z upravo je poleti 1919 odšel v Maribor, postavil temelje drugemu slovenskemu gledališču, ga vodil dve sezoni (1919-1921) in hkrati režiral 20 predstav. V obeh gledališčih je opravil glavnino organizacijskega in umetniškega dela, doživljal razočaranja in zato drugič odšel v Zagreb na svoje prejšnje mesto in tam deloval od 1921-1954. Poleg igranja in režije pa je bil tudi pedagog. Tu je 6 let (do 1928) poučeval na Državni glumački školi in do 1933 na Muzički akademiji.
Nučič je tako v Ljubljani kot Zagrebu deloval hkrati kot gledališki vzgojitelj ter prizadevno sodeloval pri predstavah zagrebškega društva Slovenski dom, ki je po njegovi zaslugi posredovalo mnoga slovenska dramska dela. Občasno je prevajal (prevedel je Vojnovićev Ekvinocij, Psyche in še nekaj drugih del), prirejal besedila za oder in napisal nekaj izvirnih iger (Ubijalci, Orkan, Atila v Emoni in Svitanje dramatizacija Tavčarjeve novele Antonio Gledjevič), ki pa jih je cenzura prepovedala. Izdal je tudi 3 knjižice spominskih zapisov (Igralčeva kronika I-III; 1960-1964) in v njih iz svojega zornega kota osvetlil značilni del domače gledališke preteklosti.
Nučič je eden od utemeljiteljev urejenega umetniškega gledališča na Slovenskem po 1. svetovni vojni, ki je vsestransko zaslužen za obnovo ljubljanskega in ustanovitev mariborskega Narodnega gledališča. Bil je vesten in prizadeven delavec, kot režiser zvest avtorjevi predlogi, kot igralec v ljubljanskem obdobju pa skorajda ni imel tekmeca.